# Teplota skelného přechodu
V závislosti na teplotě a chemických vlastnostech se polymery vyskytují ve stavu krystalickém, sklovitém, kaučukovitém nebo plastickém. Teplota skelného přechodu (Tg) je teplota, nebo úzké rozmezí teplot, při kterém polymer přechází z tuhé, tvrdé, sklovité formy na formu měkkou, ohebnou, kaučukovitou. Při teplotě nižší než Tg je amorfní polymer pevný, tuhý až sklovitý. Například polystyren jehož přibližná Tg je okolo 125 °C se při pokojové teplotě láme a tříští. Při teplotě vyšší než Tg má polymer kaučukovité vlastnosti. Příkladem polymerů s nízkou Tg je vulkanizovaný silikonový kaučuk, který svou ohebnost a měkkost ztrácí až při relativně velmi nízkých teplotách kolem Tg = −120 °C.